# Punta de s'Agulla
La Punta de s'Agulla és un petit penyal que sobresurt entre la cala de Sant Francesc i la platja de Santa Cristina, a mig camí dels nuclis de Blanes i Lloret. També se l'anomena Punta del Frare per la seva forma vista de Sant Francesc. Es troba a la vora del santuari de Santa Cristina.